# Leila Ben Ali

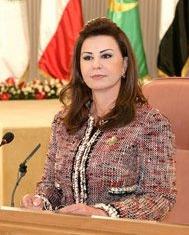
Leila Ben Ali

Leila Ben Ali (Arabisch: ليلى بن علي ; geboren als Leila Trabelsi op 20 juli 1957) is de weduwe van de voormalige Tunesische president Zine El Abidine Ben Ali (1936-2019).

## Openbare functies
Ze was president van de Arabische Vrouwenorganisatie en van de Basma Association, een organisatie die strijdt voor arbeidsplaatsen voor gehandicapten. In juli 2010 richtte ze SAIDA op, een organisatie die verbetering van de zorg voor kankerpatiënten in Tunesië nastreeft.

## Corruptie
Leila werd het symbool van de corruptie van het regime Ben Ali. Twee Franse auteurs schreven een boek "La regente de Carthage" waarin details over de corruptie van Leila, haar familie en haar mans familie onthuld werden. Volgens een Amerikaans diplomatiek ambtsbericht dat door Wikileaks onthuld werd hoorde ambassadeur Robert F. Godec vaak kritiek over het lage onderwijsniveau, de lage sociale status en het uitbundige uitgavenpatroon van de Trabelsi familie. Tijdens de Jasmijnrevolutie waren de huizen en bezittingen van de familie het doelwit van demonstranten en plunderaars. Naar verluidt nam Leila anderhalf ton goud (met een waarde van 65 miljoen Amerikaanse dollar) mee uit de Centrale Bank van Tunesië (een kwart van de Tunesische goudreserve) voordat ze met haar man het land ontvluchtte nadat hij op 14 januari 2011 was afgezet. De Zwitserse overheid kondigde aan dat ze de banktegoeden van de Trabelsi familie ter waarde van vele miljoenen dollars had bevroren.
Op 20 juni 2011 werd ze samen met haar man in absentia veroordeeld tot 35 jaar gevangenisstraf wegens diefstal en het illegale bezit van geld en juwelen.